# ثيودور مايمان
ثيودور هارولد «تيد» مايمان (بالإنجليزية: Theodore Maiman)‏ (11 يوليو 1927 - 5 مايو 2007) مهندس وفيزيائي أمريكي يعود له الفضل في اختراع الليزر في حين أن البعض يعتبر جوردون جولد هو من إخترعه.